# Eleição da sede da Copa do Mundo de Futebol Feminino de 2031 e 2035
O processo de eleição da sede da Copa do Mundo de Futebol Feminino de 2031 e 2035 é uma licitação usada pela Federação Internacional de Futebol (FIFA) para selecionar o anfitrião do mundial feminino em 2031 e 2035. A definição das próximas sedes está marcada para acontecer no dia 30 de abril de 2026 em Vancouver, no Canadá.

## Antecedentes

Mapa do mundo com todas as seis confederações afiliadas à FIFA.

Com a eleição do Brasil para ser a sede da Copa do Mundo de 2027 e a Copa do Mundo de 2023 ter sido na Austrália e Nova Zelândia, as candidaturas ligadas à Confederação Sul-Americana de Futebol (CONMEBOL), Confederação Asiática de Futebol (AFC) e da Confederação de Futebol da Oceanía (OFC) estariam automaticamente inelegíveis, ao menos que as candidaturas de outras federações não estiverem atrativas ou se tiver desistência geral. Além disso, para 2031, Gianni Infantino havia determinado que somente países filiados da Confederação das Associações de Futebol da América do Norte, Central e Caribe (CONCACAF) e da Confederação Africana de Futebol (CAF) poderiam lançar candidaturas, e na de 2035, apenas os filiados à União das Associações Europeias de Futebol (UEFA) e da CAF estariam elegíveis.
Em dezembro de 2021, foram anunciadas as mudanças no processo de definição de sedes, que até então eram baseados em uma quantidade restrita de países aptos a votar, passando a adotar o modelo de colégio eleitoral com 211 países filiados, com o modelo sendo válido para a Copa de 2027. Inicialmente, o processo de definição do mundial de 2031 havia sido marcado para o primeiro trimestre de 2025.
Para 2031, foram anunciadas sete pré-candidaturas, na qual apenas uma foi conjunta. Entre as possíveis candidatas, estavam: Espanha, Inglaterra, China, Japão, o projeto conjunto Estados Unidos e México, África do Sul e Marrocos.
Em 3 de abril de 2025, junto com a notícia da ampliação da Copa do Mundo de 32 para 48 seleções, o presidente da FIFA, Gianni Infantino, declarou os Estados Unidos (com possibilidade de inclusão dos países da América Central e do Caribe) como candidato único para a edição de 2031 e o Reino Unido para a edição de 2035. Com isso, as duas partes passam pela avaliação do colégio eleitoral, modelo este já adotado para a definição das sedes dos mundiais masculinos de 2014, 2030 e 2034.

## Candidaturas

### Projeto escolhido para a Copa do Mundo de Futebol Feminino de 2031
Estados Unidos e  México
Em 6 de agosto de 2021, foi revelado que a Federação de Futebol dos Estados Unidos estaria avaliando uma candidatura para a Copa de 2031. No entanto, o país deve receber a Copa do Mundo de Rugby Union de 2031, o que poderia causar um choque de datas. O país também participava junto com o México do pleito para a Copa de 2027.
Em 29 de abril de 2024, os dois países decidiram retirar a candidatura conjunta do mundial de 2027 e focar os seus esforços para esta Copa, alegando pedirem mais tempo para se preparem, uma vez que os Estados Unidos estavam próximos de receber a Copa América de 2024, além do Mundial de Clubes FIFA de 2025 e a Copa Masculina de 2026, a última junto com México e Canadá. Os Estados Unidos já sediaram a Copa do Mundo de 1999 e 2003, podendo se tornar o país que mais recebeu essa competição.
Em 11 de janeiro de 2025, a presidente da United Stades Soccer Federation (USSF), Cindy Parlow, confirmou uma pré-candidatura conjunta dos Estados Unidos e México para essa Copa, pretendendo apresentar o projeto assim que as licitações forem abertas. No dia 5 de março, apenas os Estados Unidos lançaram a candidatura oficial para este mundial, mas abrindo a possibilidade de inclusão de países da América Central e do Caribe no projeto, sendo eles o México, Panamá, Costa Rica, Jamaica e o Panamá. Por fim, em 27 de maio, o comitê organizador da candidatura dos Estados Unidos decidiu reincluir o México no projeto.

### Projeto escolhido para a Copa do Mundo de Futebol Feminino de 2035
Reino Unido (pendente com a  Irlanda)
Em maio de 2023, a Federação Inglesa de Futebol anunciou sua intenção de fazer uma oferta após o sucesso de sua seleção feminina no Campeonato Europeu de Futebol Feminino de 2022 e o grande público no Estádio de Wembley para a final da Copa da Inglaterra Feminina de 2022. O país também recebeu pela primeira vez a Copa dos Campeões CONMEBOL–UEFA Feminina de 2023 com recorde de público. Esta seria a primeira vez que a Inglaterra sediaria o torneio feminino, embora eles tenham uma experiência significativa em hospedagem, incluindo a Copa do Mundo FIFA de 1966, a Eurocopa masculina de 1996, várias partidas da UEFA Euro 2020 e os torneios de futebol dos Jogos Olímpicos de Verão de 1908, 1948 e 2012 através de Londres. Uma oferta ao lado da Escócia, País de Gales, Irlanda e Irlanda do Norte semelhante à sua oferta para a UEFA Euro 2028 também foi observada e acabou sendo oficializada no dia 5 de março de 2025, mas sem a presença da Irlanda. Por fim, em 3 de abril de 2025, a candidatura acabou sendo declarada como única para a edição de 2035.

### Postulantes
- África do Sul: Com a desistência no processo eleitoral para a Copa de 2027, o país chegou a demonstrar interesse em receber a Copa de 2031, mas não chegou a apresentar uma proposta oficial à FIFA.[25]
- Arábia Saudita: Demonstrou interesse em dezembro de 2023, mas não apresentou algum tipo de licitação. Além disso, com a regra anunciada pela FIFA em março de 2025, o país estaria inelegível tanto para 2031, como para 2035.[26]
- China: Demonstrou interesse em outubro de 2022, mas não apresentou algum tipo de licitação. Além disso, com a regra anunciada pela FIFA em março de 2025, o país estaria inelegível tanto para 2031, como para 2035.[27]
- Japão: Demonstrou interesse em agosto de 2024, mas não apresentou algum tipo de licitação. Além disso, com a regra anunciada pela FIFA em março de 2025, o país estaria inelegível tanto para 2031, como para 2035.
- Espanha– Marrocos– Portugal: A Espanha demonstrou interesse em maio de 2023 pela Copa de 2031, mas acabou desistindo posteriormente. Em 28 de março de 2025, o país optou por repetir a parceria da versão masculina de 2030 com Marrocos e Portugal, o último também já havia demonstrado interesse pela edição de 2031. No entanto, esta candidatura seria para a Copa de 2035, mas o projeto não foi adiante já que os três não apresentaram as intenções à FIFA no prazo estipulado.[28]

## Processo de escolha

### Calendário
Em 5 de março de 2025, o Conselho da FIFA aprovou o regulamento de candidaturas para as edições de 2031 e 2035. As datas principais incluem:
- 31 de março de 2025: Associações-membro devem enviar suas manifestações de interesse para sediar a Copa do Mundo Feminina de 2031 e 2035
- 5 de maio de 2025: As associações-membro confirmarão seu interesse em concorrer para sediar a Copa do Mundo Feminina, enviando o acordo de licitação
- Segundo semestre de 2025: Workshop de licitação e programa de observação a serem realizados
- 4º trimestre de 2025: Associações-membro devem enviar suas propostas à FIFA
- Fevereiro de 2026: FIFA organizará visitas de inspeção no local aos países candidatos
- Março de 2026: Publicação do relatório de avaliação da candidatura da FIFA
- 1º trimestre: Designação das candidaturas pelo Conselho da FIFA
- 30 de abril de 2026: Nomeação do(s) anfitrião(ões) da Copa do Mundo Feminina de 2031 e 2035 pelo 76.° Congresso da FIFA em Vancouver.

### Resultados da inspeção in-loco
| Notas de avaliação técnica da FIFA março de 2026 |      |
| Candidatura                                      | Nota |
| Estados Unidos e México (Copa 2031)              | 0/5  |
| Reino Unido (Copa 2035)                          | 0/5  |

## Resultados da eleição
| XI Copa do Mundo de Futebol Feminino Congresso Ordinário da FIFA 30 de abril de 2026, em Vancouver (Canadá) |              |     |
| Candidatura dos Estados Unidos e do México                                                                  | Rodada única | %   |
| A favor |              |     |
| Contra |              |     |
| Votos recusados                                                                                             | 2            |     |
| Abstenções                                                                                                  |              |     |
| Total | 211          | 100 |

| XII Copa do Mundo de Futebol Feminino Congresso Ordinário da FIFA 30 de abril de 2026, em Vancouver (Canadá) |              |     |
| Candidatura do Reino Unido                                                                                   | Rodada única | %   |
| A favor |              |     |
| Contra |              |     |
| Votos recusados                                                                                              | 4            |     |
| Abstenções                                                                                                   |              |     |
| Total | 211          | 100 |